# Франтішек Цісарж
Франтішек Цісарж (чеськ. František Císař, 24 жовтня 1901 — 22 лютого 1928) — чехословацький футболіст, що грав на позиції нападника. Колишній гравець національної збірної Чехословаччини.

## Клубна кар'єра
Виступав у складі клубу «Уніон» (Жижков). В 1921 році команда досягла найвищого успіху у чемпіонатах країни, посівши друге місце у Середньочеській лізі, де грали провідні клуби Чехословаччини. Команда випередила принципового суперника «Вікторію», а також «Славію», пропустивши лише «Спарту». Партнерами Франтішека в лінії нападу клубу були Краса, Дворжачек, Міка та інші. 
В 1925 році в Чехословаччині була створена професіональна ліга, до якої приєднались більшість провідних чеських команд. «Уніон» залишився в аматорському спорті, для представників якого був організований свій футбольний чемпіонат. Перший розіграш 1925 року «Уніон» виграв. В чвертьфіналі команда перемогла «Пардубіце» (3:1), а у півфіналі — «Рапід Виногради» (3:2). У фіналі був переможений клуб «Чехослован Коширже» з рахунком 3:2. Голи в складі «Уніона» забили Флейшманн, Шинделарж і Цісарж.

## Виступи за збірну
За національну збірну дебютував 11 червня 1922. У Копенгагені чехословацькі футболісти перемогли збірну Данії (3:0). У наступній своїй грі забив гол тій самій Данії (2:0). 
Протягом кар'єри провів у формі головної команди країни 6 матчів, забивши 1 гол.
Також грав у складі збірної Праги. Одним з найвідоміших його матчів за збірну міста був поєдинок проти збірної Парижа в 1922 році. Празька команда, за яку виступали 8 гравців «Спарти» і 3 представники «Уніона», здобула перемогу в столиці Франції з рахунком 2:0.

### Статистика виступів за збірну
| Дата       | Місто      | Господарі      | Результат | Гості          | Турнір           | Голи | Примітки |
| ---------- | ---------- | -------------- | --------- | -------------- | ---------------- | ---- | -------- |
| 11.06.1922 | Копенгаген | Данія          | 0 – 3     | Чехословаччина | товариський матч | -    |          |
| 06.05.1923 | Прага      | Чехословаччина | 2 – 0     | Данія          | товариський матч | 1    |          |
| 27.05.1923 | Прага      | Чехословаччина | 5 – 1     | Італія         | товариський матч | -    |          |
| 31.08.1924 | Прага      | Чехословаччина | 4 – 1     | Румунія        | товариський матч | -    |          |
| 28/10/1923 | Прага      | Чехословаччина | 4 – 4     | Югославія      | товариський матч | -    |          |
| 31/08/1924 | Прага      | Чехословаччина | 4 – 1     | Румунія        | товариський матч | -    |          |
| Усього     |            | Матчів         | 6         |                | Голів            | 1    |          |

## Трофеї і досягнення
- Срібний призер чемпіонату Середньої Чехії: (1)

«Уніон»: 1921
- Переможець аматорського чемпіонату Чехословаччини: (1)

«Уніон»: 1925